# Soldado universal
Soldado universal (Universal Soldier) es una película estadounidense de acción y ciencia ficción de 1992. Fue la primera película en los Estados Unidos dirigida por Roland Emmerich y está protagonizada por Jean-Claude Van Damme y Dolph Lundgren en los papeles principales. 
La película fue la primera de gran éxito de taquilla para Dolph Lundgren como protagonista y una de las películas más rentables de Van Damme.

## Argumento
Luc Deveraux y Andrew Scott son dos soldados estadounidenses que se encuentran sirviendo juntos en la guerra de Vietnam en 1969. Un día Scott se enloquece a causa de la guerra y cuando Deveraux interfiere en la masacre de Scott de un pueblo vietnamita inocente, ellos terminan por asesinarse el uno al otro. Marcados como "desaparecidos en combate", en realidad son congelados y enviados a una instalación de alto secreto, donde un equipo de científicos dirigido por el coronel Perry los revive, les borra su memoria y los convierte, junto con otros especímenes a seleccionar, en súper soldados conocidos como "UniSol", un procedimiento ilegal. Esos soldados luego son utilizados más tarde para misiones especiales. 
Un día, mientras ayuda a frustrar un secuestro terrorista en la gigantesca presa McKinley, Deveraux comienza a tener regresiones de su vida anterior al igual que Scott. Cuando una reportera de televisión, Verónica Roberts, empieza a investigar a los nuevos supersoldados con la ayuda de un compañero de trabajo, ambos son detenidos y Scott, desobedeciendo órdenes, mata al compañero y quiere matarla a ella también por resistirse, lo que hace que el cada vez más humano Deveraux impulsivamente actúe contra él como lo hizo antes y forme equipo con la reportera. Mientras, son perseguidos por Scott, los "UniSols" y Perry, que los incrimina por crímenes que no cometieron en un intento de evitar que salga a la luz lo que hicieron. 
La policía, manipulada por Perry, logra capturar a Verónica y a Deveraux, pero solo el tiempo suficiente para que Scott, que recupera su memoria a causa de la actuación de Deveraux, los localice. Después de una persecución, creen haber acabado con Scott en un accidente de camión. Más tarde, cuando Deveraux también recupera su memoria al resolver el misterio de su pasado con ayuda de Verónica y del Dr. Christopher Gregor, el científico más importante al respecto, que pudieron encontrar con ayuda de documentos que pudieron robar al equipo de Perry, ella lo ayuda luego a volver a la casa de sus padres en Luisiana, lo que fue desde siempre su deseo primordial. 
Sin embargo Scott, previendo su actuación, lo alcanza allí para una última y brutal confrontación, en la que Luc consigue vencer finalmente al enloquecido Scott, que mató antes a Perry y a los demás para evitar que le quiten su memoria otra vez, terminando así la pesadilla que acechaba a ambos. Una vez terminado eso, ambos se preparan para sacar todo lo ocurrido a la luz y acabar así con la persecución en su contra.

## Reparto
| Actor                    | Personaje                | Notas         |
| ------------------------ | ------------------------ | ------------- |
| Jean-Claude Van Damme    | Luc Deveraux / GR44      |               |
| Dolph Lundgren           | Andrew Scott / GR13      |               |
| Ally Walker              | Verónica Roberts         |               |
| Ed O'Ross                | Coronel Perry            |               |
| Eric Norris              | GR86                     |               |
| Leon Rippy               | Woodward                 |               |
| Michael Jai White        | Soldado                  |               |
| Tommy "Tiny" Lister      | GR55                     |               |
| Jerry Orbach             | Dr. Christopher Gregor   |               |
| Tico Wells               | Garth                    |               |
| Robert Trebor            | Dueño del Motel          |               |
| Gene Davis               | Teniente                 |               |
| Drew Snyder              | Charles                  |               |
| Joanne Baron             | Brenda                   |               |
| Allan Graf               | Hank                     |               |
| Joseph Malone            | Huey Taylor              |               |
| Ralf Moeller             | GR76                     |               |
| Kristopher Van Varenberg | Joven Luc Deveraux       | No acreditado |
| Rance Howard             | John Deveraux            |               |
| Lilyan Chauvin           | Sra. Deveraux            |               |
| Ned Bellamy              | Agente del FBI           |               |
| Thomas Rosales Jr.       | Wagner, líder terrorista |               |
| George Fisher            | Patrullero               |               |
| Simon Rhee               | GR61                     |               |
| Michael Winther          | Técnico                  |               |

## Producción

### Preproducción
Al principio de los noventa Carolco Pictures tuvo problemas financieros. Para solucionarlo, decidieron hacer un thriller futurista con estrellas de acción. Para ello decidieron filmar el guion de Richard Rothstein y de Christopher Leitch, que originalmente se llamó Crystal Knights. Lo cambiaron de título y lo llamaron Universal Soldier contratando a Andrew Davis para que la rodase. También contrataron a Jean Claude van Damme y Dolph Lundgren, ya que ya se habían convertido en iconos de acción especulando además que juntos iban a causar aún más impresión al respecto.
Sin embargo Davis tuvo una diferente idea respecto a Carolco Pictures de como hacer la película y quiso además un alto presupuesto, por lo que lo reemplazaron por Roland Emmerich, el cual originalmente fue llamado de Alemania a Hollywood por Carolco para hacer otra película, que se convirtió en un imposible, por lo que terminó finalmente filmando ésta. Una vez que eso ocurrió, Emmerich trajo consigo Dean Devlin como socio creativo, el cual hizo modificaciones al guion para hacerla mejor. Para ello, sabiendo que Van Damme iba a ser el protagonista, el guion fue adaptado para que el protagonista tuviese asecendencia francesa.

### Rodaje
Una vez teniendo todo preparado, el rodaje comenzó en agosto de 1991 y terminó a finales de octubre de 1991. Para hacerla posible se filmó la película en varias localidades en Arizona, en la presa Hoover en Nevada y Los Ángeles. Cabe destacar al respecto, que, para hacer las escenas iniciales en Vietnam, se utilizó vegetación y follaje falso a modo de decorado en el campo de golf de Kingman en Arizona, donde se rodaron luego esas escenas.

### Posproducción
Cuando se presentó luego el primer metraje, los productores no resultaron convencidos del resultado. Por ello se hicieron algunos cambios como añadir la escena del granero durante la batalla final entre ambos protagonistas. Esa secuencia se filmó varios meses después de esa presentación.
Una vez terminada la película, se promocionó el film utilizando en el tráiler original música de las películas Desafío total (1989) y Terminator 2 (1991), que también fueron hechas por Carolco Pictures.

## Estrenos mundiales
| País                                                                          | Fecha de estreno                   |
| ----------------------------------------------------------------------------- | ---------------------------------- |
| Alemania                                                                      | Jueves 29 de octubre de 1992       |
| Argentina                                                                     | Jueves 3 de septiembre de 1992     |
| Australia                                                                     | Jueves 17 de septiembre de 1992    |
| Austria                                                                       | Viernes 30 de octubre de 1992      |
| Bélgica                                                                       | Miércoles 16 de septiembre de 1992 |
| Belice · Costa Rica · El Salvador · Guatemala · Honduras · Nicaragua · Panamá | Viernes 31 de julio de 1992        |
| Bolivia                                                                       | Jueves 10 de septiembre de 1992    |
| Brasil                                                                        | Viernes 28 de agosto de 1992       |
| Chile                                                                         | Jueves 3 de septiembre de 1992     |
| Colombia                                                                      | Jueves 8 de octubre de 1992        |
| Corea del Sur                                                                 | Sábado 1 de agosto de 1992         |
| Dinamarca                                                                     | Viernes 9 de octubre de 1992       |
| Ecuador                                                                       | Miércoles 2 de septiembre de 1992  |
| Egipto                                                                        | Lunes 2 de noviembre de 1992       |
| España                                                                        | Viernes 23 de octubre de 1992      |
| Estados Unidos · Canadá                                                       | Viernes 10 de julio de 1992        |
| Filipinas                                                                     | Miércoles 19 de agosto de 1992     |
| Finlandia                                                                     | Viernes 27 de noviembre de 1992    |
| Francia                                                                       | Miércoles 29 de julio de 1992      |
| Grecia                                                                        | Viernes 30 de octubre de 1992      |
| Hong Kong                                                                     | Jueves 1 de octubre de 1992        |
| Hungría                                                                       | Jueves 24 de septiembre de 1992    |
| India                                                                         | Viernes 5 de agosto de 1994        |

| País                         | Fecha de estreno                 |
| ---------------------------- | -------------------------------- |
| Indonesia                    | Martes 13 de octubre de 1992     |
| Israel                       | Viernes 18 de septiembre de 1992 |
| Italia                       | Viernes 15 de enero de 1993      |
| Jamaica                      | Miércoles 12 de agosto de 1992   |
| Japón                        | Sábado 14 de noviembre de 1992   |
| Líbano                       | Viernes 16 de octubre de 1992    |
| Malasia                      | Jueves 12 de noviembre de 1992   |
| México                       | Viernes 25 de septiembre de 1992 |
| Noruega                      | Jueves 3 de diciembre de 1992    |
| Nueva Zelanda                | Viernes 14 de agosto de 1992     |
| Países Bajos                 | Jueves 20 de agosto de 1992      |
| Perú                         | Jueves 22 de octubre de 1992     |
| Polonia                      | Viernes 16 de octubre de 1992    |
| Portugal                     | Viernes 25 de septiembre de 1992 |
| Puerto Rico                  | Jueves 16 de julio de 1992       |
| Reino Unido Irlanda          | Viernes 24 de julio de 1992      |
| República Checa · Eslovaquia | Jueves 5 de noviembre de 1992    |
| República Dominicana         | Jueves 6 de agosto de 1992       |
| Singapur                     | Jueves 19 de noviembre de 1992   |
| Sudáfrica                    | Viernes 23 de octubre de 1992    |
| Suecia                       | Viernes 4 de septiembre de 1992  |
| Suiza                        | Viernes 30 de octubre de 1992    |
| Tailandia                    | Sábado 25 de julio de 1992       |
| Taiwán                       | Sábado 22 de agosto de 1992      |
| Turquía                      | Viernes 23 de octubre de 1992    |
| Uruguay                      | Viernes 14 de agosto de 1992     |
| Venezuela                    | Miércoles 5 de agosto de 1992    |

## Recepción
Soldado universal se estrenó en los cines el 10 de julio de 1992, donde recaudó USD 10 millones en 1916 salas de cine con un promedio de USD 5,2 mil por pantalla, alcanzando el segundo lugar. Desde allí, recaudó USD 36,2 millones en ventas de entradas en Estados Unidos, convirtiéndose en un éxito moderado. En el extranjero, donde fue mucho más popular, estrenándose en el #1, recauda más de USD 65 millones, lo que hizo a la película ganar un total de USD 102 millones en todo el mundo, contra un presupuesto de USD 23 millones.
La cinta recibió críticas mixtas, algunos críticos la denostaron y la señalaron como un clon de Terminator 2: el juicio final, o como una típica película de acción sin sentido. Por otro lado, la cinta se convirtió en éxito a nivel mundial, dándole a Van Damme el estatus de "súper estrella" de Hollywood.